# Rudna (Timiș)

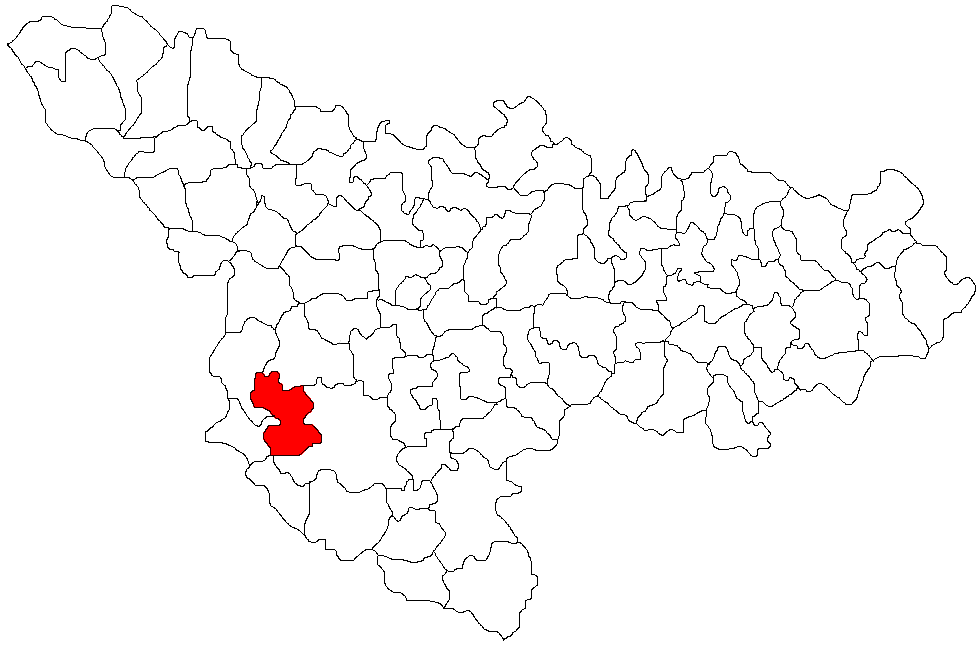
Lage der Gemeinde Giulvăz im Kreis Timiș

Rudna (serbisch Rudna Рудна) ist ein Dorf im Kreis Timiș, Banat, Rumänien. Das Dorf Rudna gehört zur Gemeinde Giulvăz.

## Geografische Lage
Rudna liegt im Süden des Kreises Timiș, am rechten Temeschufer, in 40 Kilometer Entfernung von der Kreishauptstadt Timișoara.

## Nachbarorte
| Iohanisfeld | Giulvăz                                     | Macedonia |
| Foeni       | Kompassrose, die auf Nachbargemeinden zeigt | Ciacova   |
| Cruceni     | Crai Nou                                    | Dolaț     |

## Geschichte
Auf der Josephinischen Landaufnahme von 1717 war Rudna mit 30 Häuser eingetragen. Eine Militärkarte von 1761 belegt, dass die Ortschaft von Serben bewohnt war. 1783 ließen sich einige deutsche Familien in Rudna nieder. 
Als die Rudnaer Güter 1781 von den Habsburgern veräußert wurden, kamen diese in den Besitz des kaiserlichen Würdenträgers Teodor Iancovici Mirievschi und Iovan Nicolici, Händler aus Osijek.
Mirievschi ließ 1782 das Kastell in Rudna erbauen. Nachdem Mirievschi nach Russland gegangen war, gelangte das Kastell durch die Heirat von Iovan Nicolici mit der Nichte seines Freundes, Maria Iancovici, in dessen Besitz. Später erbte sein Sohn das Kastell und dessen Sohn Fjodor Nikolici, der von 1882 bis 1886 Gouverneur von Bosnien und Herzegowina war.
Nach 1946 wurde das Kastell zur Unterbringung von Grenzsoldaten benutzt und in den 1960er Jahren zog die LPG in das Gebäude ein.
Nach 1989 stand das Gebäude leer und war dem Verfall preisgegeben, bis es Anfang der 2000er Jahre von Maria und Billy Radermacher aus Deutschland aufgekauft und restauriert wurde.

## Bevölkerungsentwicklung
| 1880 | 1163 | 74  | 77  | 140 | 872  |
| 1910 | 1728 | 176 | 384 | 154 | 1014 |
| 1930 | 2144 | 988 | 95  | 95  | 966  |
| 1977 | 976  | 349 | 41  | 30  | 556  |
| 2002 | 742  | 452 | 17  | 10  | 263  |